# Erecție
Erecția (din latină erectio - „ridicare”, „poziție verticală”) este creșterea de volum a organelor sau a țesuturilor erectile (penis, clitoris), determinată de vasodilatația arterelor și vasoconstricția venelor și acumularea de sânge în vasele și în spațiile lacunare din interior.
De regulă erecția penisului și a clitorisului sunt expresia excitației sexuale. Aceasta apare în urma unui stimul psihic, (gânduri legate de sexualitate, emoții, etc.) și/sau mecanic (mângâiere), dar poate apărea și spontan, fără acești stimuli.

## Organe genitale
Tumescența organelor erectile feminine și masculine se datorează fluxului intensificat de sânge în corpii cavernoși și spongioși alcătuiți din țesut erectil. Mușchii ischiocavernoși și bulbocavernoși se contractă generând vasoconstricția venelor dorsale, reducând refluxul de sânge. În rezultat, clitorisul sau penisului devine turgescent datorită presiunea intracavernoase crescute.

### Erecția peniană
Erecția penisului este un fenomen fiziologic prin care penisul uman devine mai ferm, umflat și lungit. Erecția penisului este rezultatul unei interacțiuni complexe de factori psihologici, neuronali, vasculari și endocrini și este, de obicei, dar nu exclusiv, asociată cu excitația sexuală sau atracția sexuală. Unghiul unui penis în erecție variază de la îndreptare în jos, în sus sau lateral, iar penisul se poate îndoi.
Fenomenul de erecție spontană a penisului în timpul somnului sau la trezire se numește tumescență peniană nocturnă.

### Erecția clitoridiană
Procesul de erecție a clitorisului este omolog cu cel al penisului.
Partea vizibilă a clitorisului, glandul clitoridian, este amplasată la joncțiunea anterioară a labiilor mici (buzele interioare), în fața de meatul urinar. Glandul este înconjurat de ramificări tegumentare ale labiilor mici: prepuț și frâul clitoridian. Spre deosebire de penis, după finalizarea raportului sexual și atingerea orgasmului, erecția clitoridiană continuă făcând posibilă practicarea orgasmului multiplu.

## Erecția mamelonului

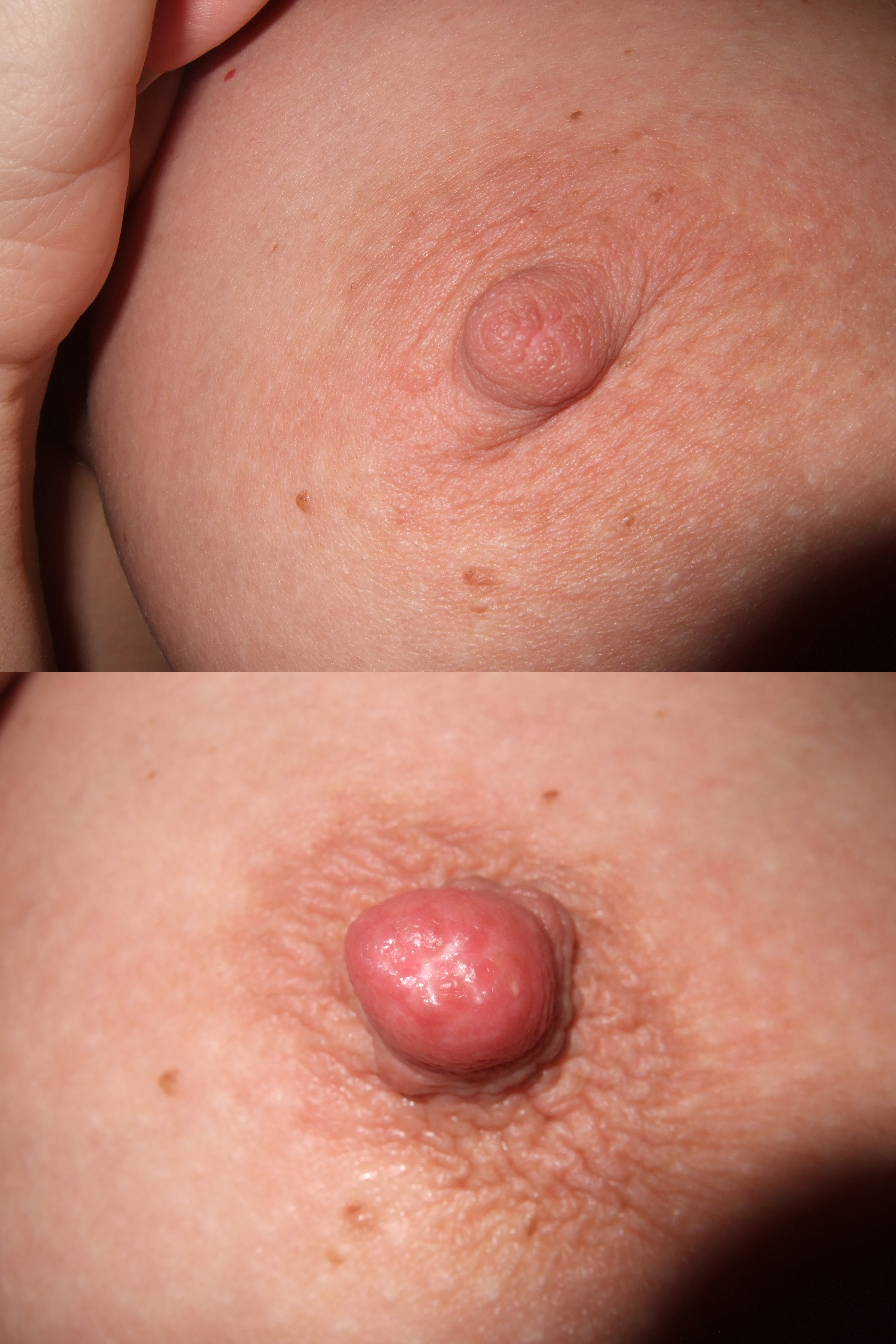
Sus: Mamelon și areolă mamară feminine în stare relaxată.
Jos: Mamelon erect și areolă mamară feminine cutată ca urmare a excitației

Mecanismul erecție mamelonului diferă de cea a organelor erectile. Spre deosebire de clitoris și penis, erecția mamelonului este determinată de contracția fibrelor musculare areolare netede radiare și circulare.
Din punct de vedre fiziologic, erecția mamelonul este provocat de alte mecanisme comparativ cu turgescența corpilor cavernoși ai penisului și clitorisului. Erecția mamelonului e cauzată de contracția musculaturii areolo-mamelonare, pe când erecția corpilor cavernoși feminin și masculini apare prin vasocongestia venelor și acumularea sângelui în cavernele clitorisului și, respectiv, penisului. Atingerea sau sărutul mamelonului induce turgescența acestuia și formarea cutelor pe suprafața areolară a sânilor.
Erecția mamelonul și încrețirea areolei se manifestă la femei și la bărbați.